# Melese ocellata
Melese ocellata là một loài bướm đêm thuộc phân họ Arctiinae, họ Erebidae.